# Amy Johnson

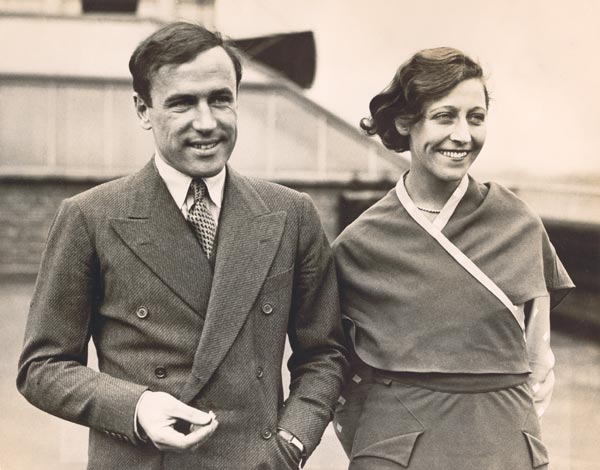
Jim Mollison en Amy Johnson

Amy Johnson (Hull, 1 juli 1903 – Theemsmonding, 5 januari 1941) was een Brits pilote. Als 26-jarige vloog ze als eerste pilote solo van Engeland naar Australië.
Haar carrière begon in 1928. Ze was de eerste Britse vrouwelijke grondwerktuigkundige. Voor haar solovlucht naar Australië kreeg ze erkenning door het ministerie van Luchtvaart en werd ze onderscheiden met de benoeming tot Commandeur in de Orde van het Britse Rijk. Ook kreeg ze het eerste Australische burgervliegbrevet uitgereikt. In 1932 trouwde ze met de beroemde Schotse piloot Jim Mollison. In 1938 werd de echtscheiding uitgesproken.
Tijdens de Tweede Wereldoorlog vloog Johnson nieuwe vliegtuigen van de fabriek naar vliegbases. Op 5 januari 1941 raakte ze met haar vliegtuig uit koers en stortte ze neer in het estuarium van de Theems. Ze werd levend in het water gezien, reddingspogingen mislukten en haar lichaam werd niet meer gevonden.

## Trivia
- Een McDonnell Douglas MD-11 toestel (registratie PH-KCA) van de Koninklijke Luchtvaart Maatschappij was vernoemd naar Amy Johnson.[1]
- In 1994 werd een inslagkrater op de planeet Venus naar haar vernoemd.